# Gothenburg
|  | Aquest article tracta sobre la població dels EUA. Si cerqueu la ciutat sueca, vegeu «Göteborg». |

Gothenburg és una població del Comtat de Dawson a l'estat de Nebraska. Segons el Cens dels Estats Units del 2000 tenia 3.619 habitants.

## Demografia
Segons el cens del 2000, Gothenburg tenia 3.619 habitants, 1.457 habitatges, i 989 famílies. La densitat de població era de 550,1 habitants per km².
Dels 1.457 habitatges en un 32,3% hi vivien nens de menys de 18 anys, en un 55% hi vivien parelles casades, en un 9,7% dones solteres, i en un 32,1% no eren unitats familiars. En el 29,2% dels habitatges hi vivien persones soles el 15,9% de les quals corresponia a persones de 65 anys o més que vivien soles. El nombre mitjà de persones vivint en cada habitatge era de 2,41 i el nombre mitjà de persones que vivien en cada família era de 2,96.
Per edats la població es repartia de la següent manera: un 27,1% tenia menys de 18 anys, un 7,5% entre 18 i 24, un 24,8% entre 25 i 44, un 20,8% de 45 a 60 i un 19,8% 65 anys o més.
L'edat mediana era de 38 anys. Per cada 100 dones de 18 o més anys hi havia 84,7 homes.
La renda mediana per habitatge era de 35.990 $ i la renda mediana per família de 40.729 $. Els homes tenien una renda mediana de 31.589 $ mentre que les dones 20.162 $. La renda per capita de la població era de 17.034 $. Aproximadament el 6,1% de les famílies i el 7,1% de la població estaven per davall del llindar de pobresa.

## Poblacions properes
El següent diagrama mostra les poblacions més properes.